# Armin Meili

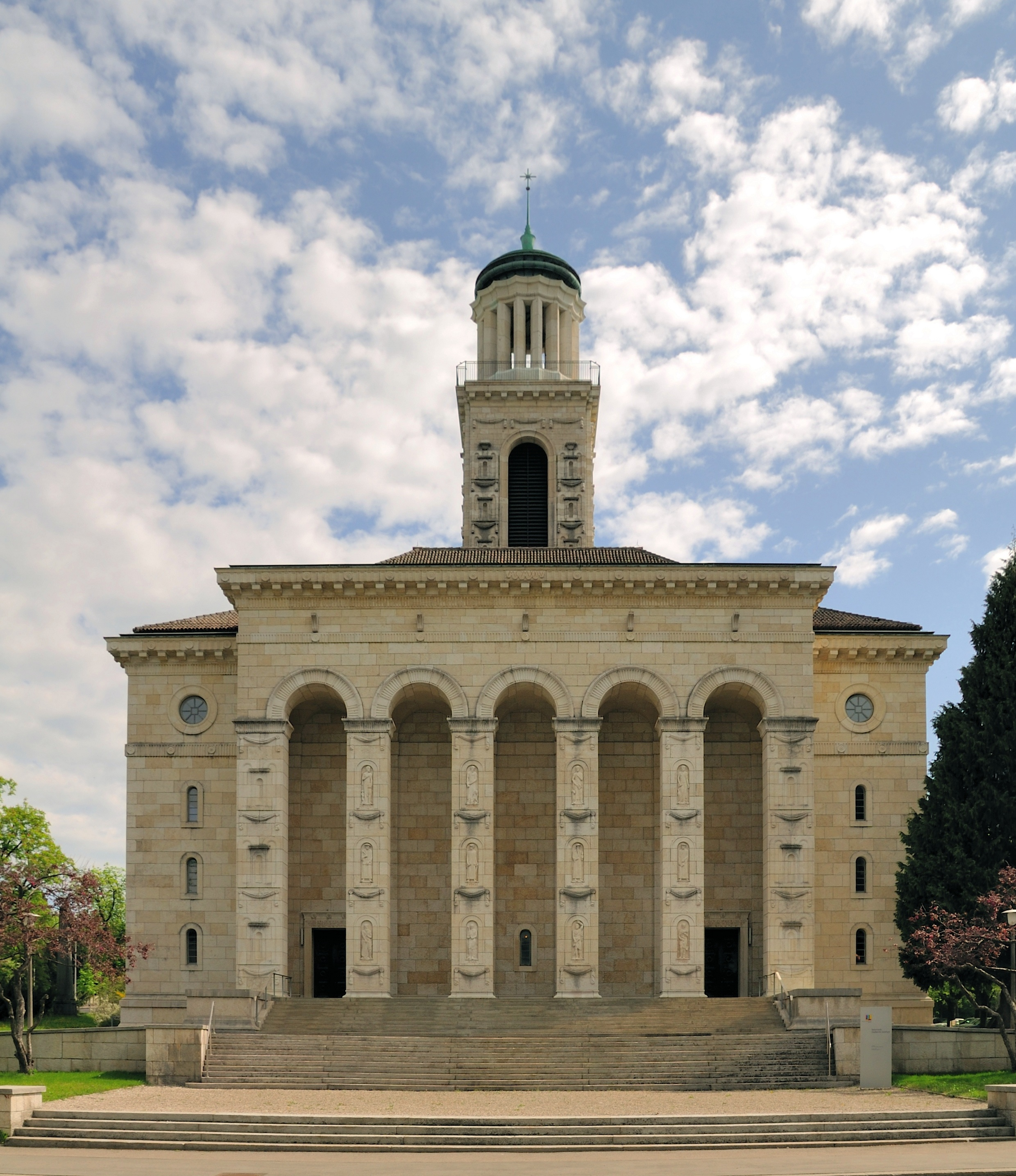

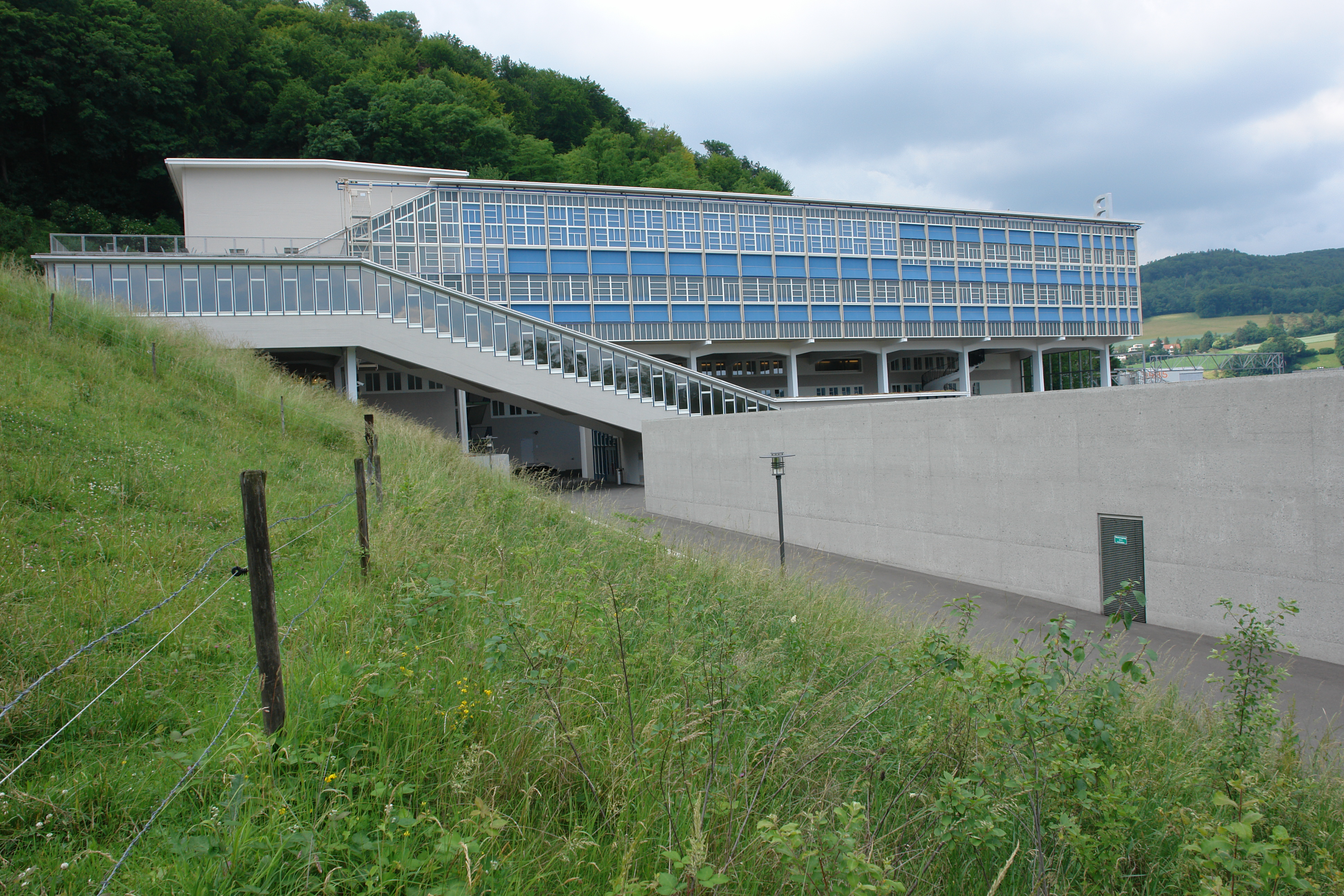

Armin Meili (Lucerna, 30 aprile 1892 – Zurigo, 21 ottobre 1981) è stato un architetto e politico svizzero.

## Biografia
Figlio di Heinrich Meili, che fu architetto capo della ferrovia del Gottardo e progettista della stazione di Arth-Goldau, e di Maria Anna Steiner, ha studiato architettura al Politecnico federale di Zurigo.
Dopo gli studi ha iniziato a lavorare nello studio di architettura del padre di Lucerna. È stato direttore dell'Esposizione nazionale svizzera dal 1936 al 1940.
Ha progettato edifici civili e religiosi, tra cui si possono ricordare la Chiesa riformata di Soletta ed il Centro Svizzero di Milano.
Si è dedicato anche alla carriera politica, divenendo nel 1939 consigliere nazionale per il Partito Radicale Democratico, carica che manterrà al 1955.

## Opere principali
- 1949-1952 Centro Svizzero, Milano